# Хафт сін

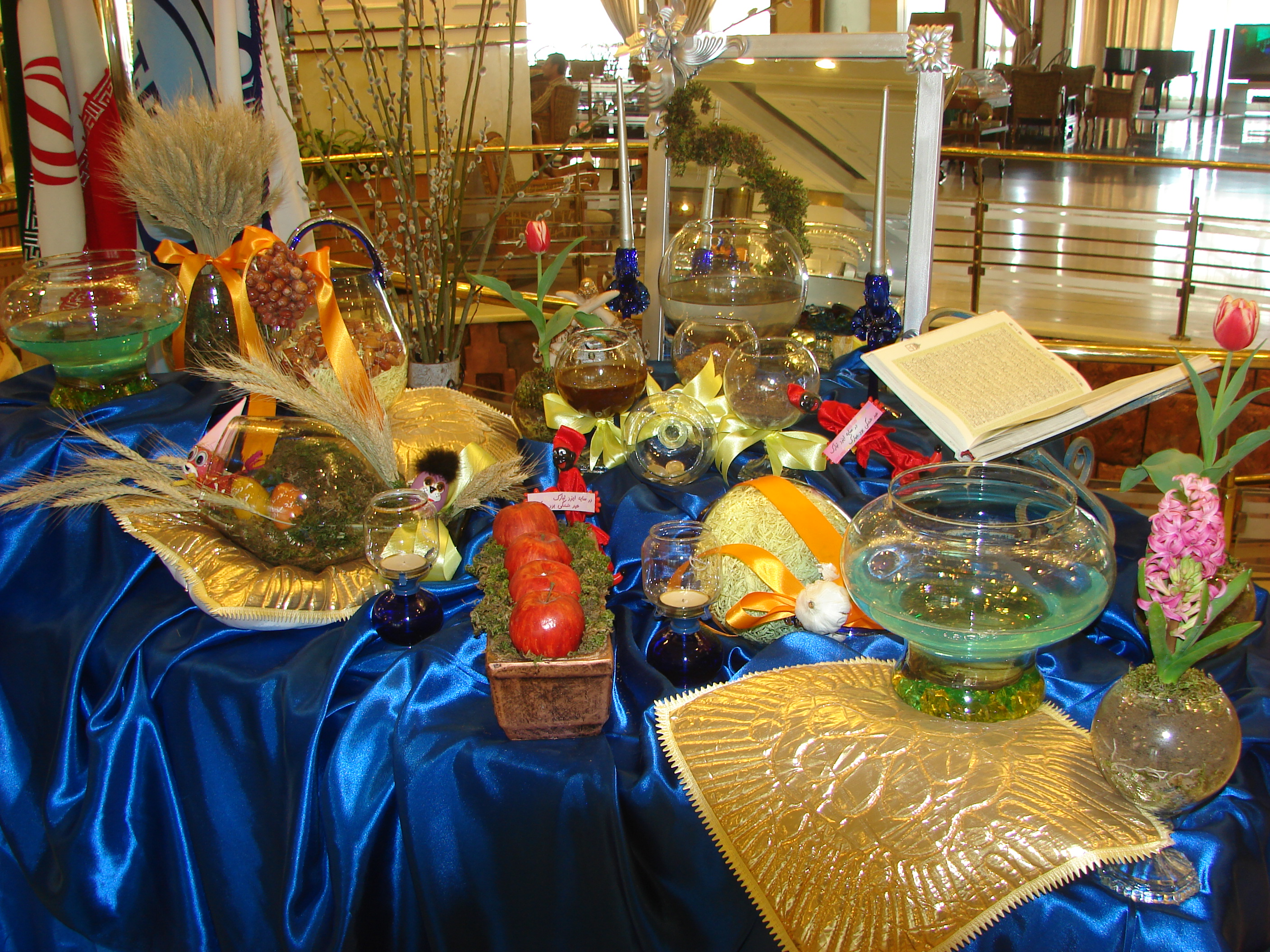
Стіл Хафт сін

Хафт сін (перс. هفت‌ سین; українською «Сім сін», спочатку هفت چین: Хафт Чін) — іранська традиція святкового столу до свята Новруза (нового року). Хафт сін включає 7 елементів, назви яких починаються з літери ﺱ — «Сін», п'ятнадцятої букви перського алфавіту:
1. سیر (сір) — часник, символ медицини;
2. سیب (сіб) — яблука, символ краси і здоров'я;
3. سبزه (сабзе) — проростки (пшениці або сочевиці), символ відродження природи;
4. سنجد (сенджед) — оливки, символ кохання;
5. سرکه (серке) — оцет, символ мудрості і терпіння;
6. سمنو (саману) — хлібний пудинг, символ достатку;
7. سماق (сомаг) — сумах, символ світанку.

Крім того, на столі часто присутні Коран, Шах-наме, солодощі, горіхи, прикрашені яйця, дзеркало а також стрічка або будь-яка композиція з традиційних іранських кольорів (зелений-білий-червоний), або сам прапор.